# ورین پتقنی
ورین پتقنی (به ارمنی: Վերին Պտղնի) یک روستا در ارمنستان است که در استان کوتایک واقع شده‌است.   در  کیلومتری شمال هرازدان، مرکز استان کوتایک واقع شده است.

## خصوصیات
ورین پتقنی ۸۸۷ نفر جمعیت دارد و در ارتفاع  متر بالاتر از سطح دریا قرار گرفته است.